# Pandele Predescu
Colonelul Pandele Predescu (n. 15 februarie 1878, Buzău) a fost comandantul primei școli de asalt din Armata României.
Data nașterii - 15 februarie 1878 este o dată cu profunde semnificații istorice pentru România, în această zi bateriile de artilerie de la Calafat anunțau victoria dorobanților români la Smârdan și Vidin, precum și pecetluirea pe câmpul de luptă a Independenței de Stat a României. 
A urmat între anii 1893-1897 cursurile Școlii fiilor de militari din București, apoi, timp de 2 ani,  Școala Militară de Ofițeri de Artilerie și Geniu. În perioada 1910 - 1912 a urmat cursurile Școlii Superioare de Război din București.
După absolvire, este încadrat comandant pluton tunuri de câmp la Regimentele 1,7,10 și 2 Artilerie din București, iar după obținerea gradului de maior, la 1 aprilie 1916, comandant de baterie la Regimentele 15 și 6 Artilerie.
În timpul primului război mondial, în calitate de comandant al Divizionului 2 din regimentul 10 Artilerie, ia parte la luptele de la Homorod din Transilvania, ulterior este transferat pe frontul de la Dunăre, unde divizionul comandant de el sprijinea cu foc temerara acțiune ofensivă a Diviziei 21 infanterie, unde este și grav rănit. 
Detașat ulterior la Marele Cartier General, ca ofițer de legătură pe lângă Grupul de Armate Ruse, aflat în Galiția, la începutul anului 1918, când în unitățile ruse se instaurează anarhia, urmare a revoluției din octombrie 1917,  este prins de o unitate bolșevică, anchetat, judecat și condamnat la moarte.
Reușește totuși să evadeze de sub escortă și după 10 zile și nopți, sumar echipat, fără hrană, reușește să treacă Nistrul pe gheață, în apropierea Hotinului, în zona de dislocare a regimentului 4 Roșiori.
Datorită dăruirii și perseverenței cu care înțelege să-și facă datoria, este avansat la excepțional la gradul de locotenent-colonel, la 16 aprilie 1917, și tot la excepțional primește și gradul de colonel la 1 aprilie 1919, adică exact după 20 de ani de carieră militară.
Apariția carelor de asalt pe marea scenă a confruntărilor armate determină Ministerul de Război să ia decizia dotării armatei cu acest mijloc de luptă și înființării Școlii de care de asalt.
Numit comandant al acestei școli, colonelul Pandele Predescu desfășoară a activitate de pionierat, muncind efectiv de la realizarea infrastructurii și până la elaborarea primei programe analitice a școlii.
În toamna anului 1919, școala se mută la Mihai Bravu, unde colonelul Pandele Predescu pune bazele organizatorice ale primului batalion de care de asalt. Tabăra de la Mihai Bravu nu întrunea însă condițiile necesare pregătirii unei unități de tancuri, astfel încât în urma raportului întocmit de colonelul Pandele Predescu și a justeței argumentelor susținute de acesta, Ministrul de Război aprobă mutarea Batalionului de care de asalt la Târgoviște.
Ca o confirmare a muncii depuse de personalul școlii, în 1920 tanchiștii români obțin la un concurs internațional al carelor de asalt, în Belgia, două din cele 3 premii ale concursului situându-se înaintea celor din SUA, Franța și Marea Britanie.
Urmare a sporirii gradului de mecanizare și mobilitate a unităților și marilor unități, colonelul Pandele Predescu primește misiunea să organizeze primul Regiment de care de luptă, la 1 ianuarie 1921.
La 1 aprilie 1922 este mutat la Școala Superioară de Război din București, iar în 1927 este numit Șeful Direcției 8 Armament din Ministerul de Război, unde și-a desfășurat activitatea până în 1932, când este pensionat la vârsta de 54 de ani.
În ciuda faptului că nu a fost avansat la gradul de general, distinsul ofițer rămâne pentru tot ce a făcut, o mare personalitate a oștirii române, recunoscută și asumată deopotrivă de tanchiști și artileriști.